# St. Michael’s Church (Ditton)

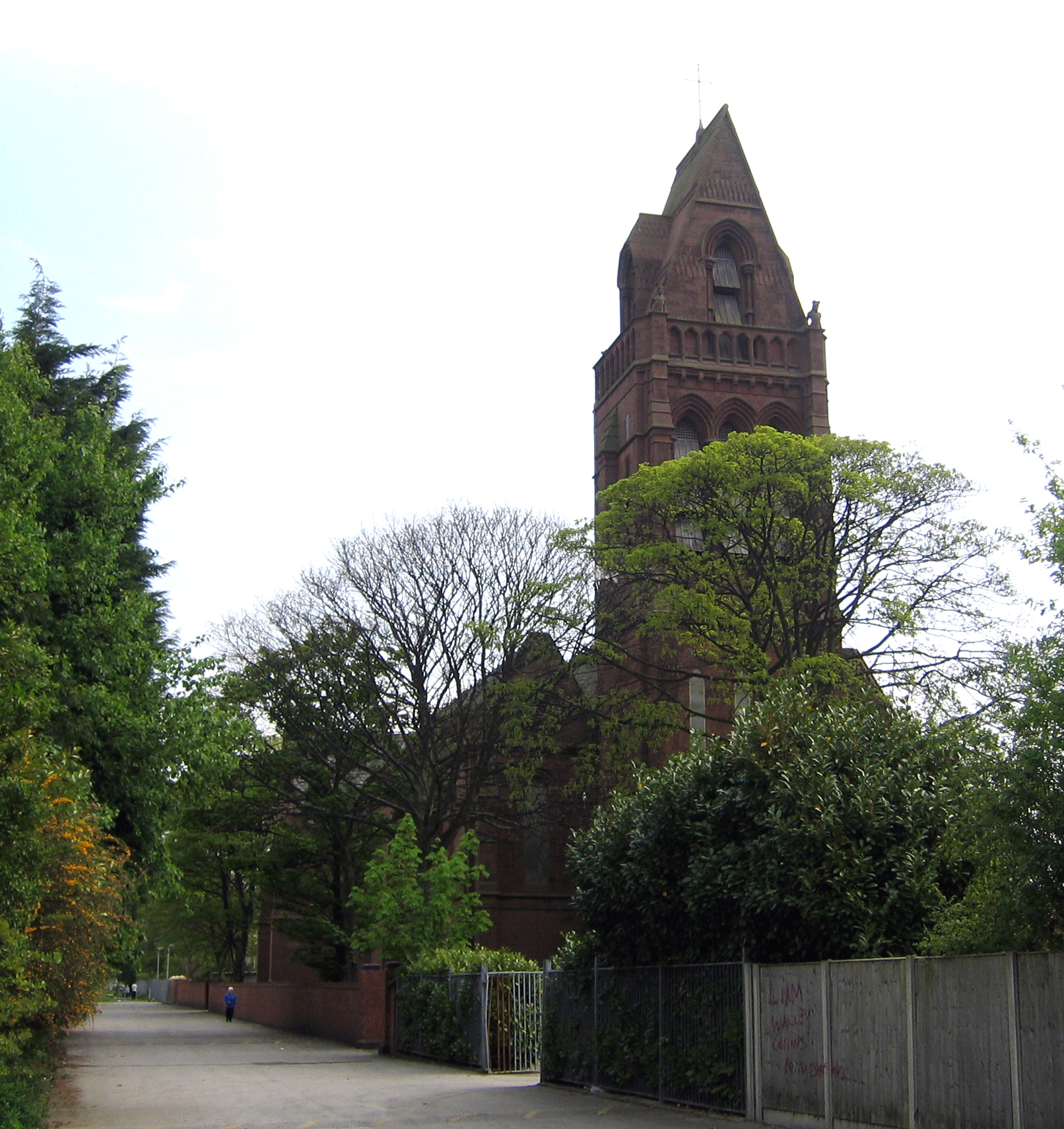
St. Michael in Widnes

St Michael’s Church ist eine römisch-katholische Kirche in St. Michael’s Road, Ditton, Widnes, Cheshire. Sie steht auf der National Heritage List for England als ein Gebäude Grade II*.

## Geschichte
Deutsche Jesuiten, die wegen Bismarcks Kulturkampf 1872 aus dem Deutschen Reich weggehen mussten, gründeten die Kirche. Die jesuitischen Theologiestudenten bildeten eine Kommunität in Ditton Hall, bis im niederländischen Valkenburg 1895 eine neue Ausbildungsstätte zur Verfügung stand. Zwischen 1876 und 1879 bauten sie die von Henry Clutton entworfene Kirche. Die Kosten von £16 000 übernahm Lady Mary Stapleton-Bretherton of Ditton Hall. 1979 wurde das Innere neu geordnet. Die Kirche gehört zum Erzbistum Liverpool.

## Architektur
Die neugotische Kirche besteht aus rotem Quadersandstein mit einem Schieferdach auf dem Tonnengewölbe. Der Grundriss ist kreuzförmig mit einem Westturm. Altar und Lesepult sind aus Clipsham-Stein, das Glas kommt aus Köln. 

## Einzelbelege
1. ↑  CHURCH OF ST MICHAEL, Halton - 1325926 | Historic England. Abgerufen am 20. April 2020 (englisch).
2. ↑  Corporation of Widnes (Hrsg.): History of Widnes. Widnes 1961, S. 67–68.
3. ↑  Richard Pollard, Nikolaus Pevsner: Lancashire: Liverpool and the South-West. In: The Buildings of England. Yale University Press, New Haven und London 2006, ISBN 0-300-10910-5, S. 657.